# Martin Schibbye
Martin Karl Schibbye, ursprungligen Karlsson, född 17 oktober 1980 i Nederluleå församling, Norrbottens län, är en svensk journalist. Han är ansvarig utgivare för reportagesajten Blankspot och har tidigare lett tidningar som Rebell och Brännpunkt Irak. 2011–2012 satt han i fängelse i Etiopien, efter reportagearbete i den konfliktfyllda regionen Ogaden.

## Biografi
Schibbye är son till Sture Karlsson och Karin Schibbye. Efter militärtjänstgöring 2000/2001 studerade Schibbye och tog kandidatexamen i statsvetenskap och magisterexamen i ekonomisk historia. Därefter gick han journalistutbildningen på JMK.
Schibbye har varit redaktör för tidskriften Rebell som gavs ut av Revolutionär Kommunistisk Ungdom, redaktör för Brännpunkt Irak samt anställd 2007–2009 på månadsmagasinet Folket i Bild/Kulturfront som redaktör. 
Sedan 2015 är Schibbye chefredaktör och ansvarig utgivare för reportagesajten Blankspot. 2022 vann han tillsammans med Brit Stakston och Partik Arnesson, från fotbollsappen Forza, Stora journalistpriset i kategorin Årets förnyare för publiceringarna på sajten Cards of Qatar.

### Fängslad i Etiopien – benådad efter 14 månader
Den 1 juli 2011 greps Schibbye tillsammans med fotografen Johan Persson i Etiopien misstänkta för terrorbrott efter att från Somalia ha tagit sig in i området Ogaden tillsammans med gerillan Ogadens nationella befrielsefront (ONLF). Ogaden är ett konfliktområde som är stängt för journalister. De vistades i området för att rapportera om de övergrepp som flyktingar vittnat om pågick där och kopplingarna det hade till oljeföretaget Lundin Petroleums verksamhet i regionen. Den 21 december samma år befanns de skyldiga till att olagligen ha tagit sig in i Etiopien samt främjande av terrorism för sitt samröre med ONLF-gerillan. Den 27 december 2011 dömdes båda till 11 års fängelse.

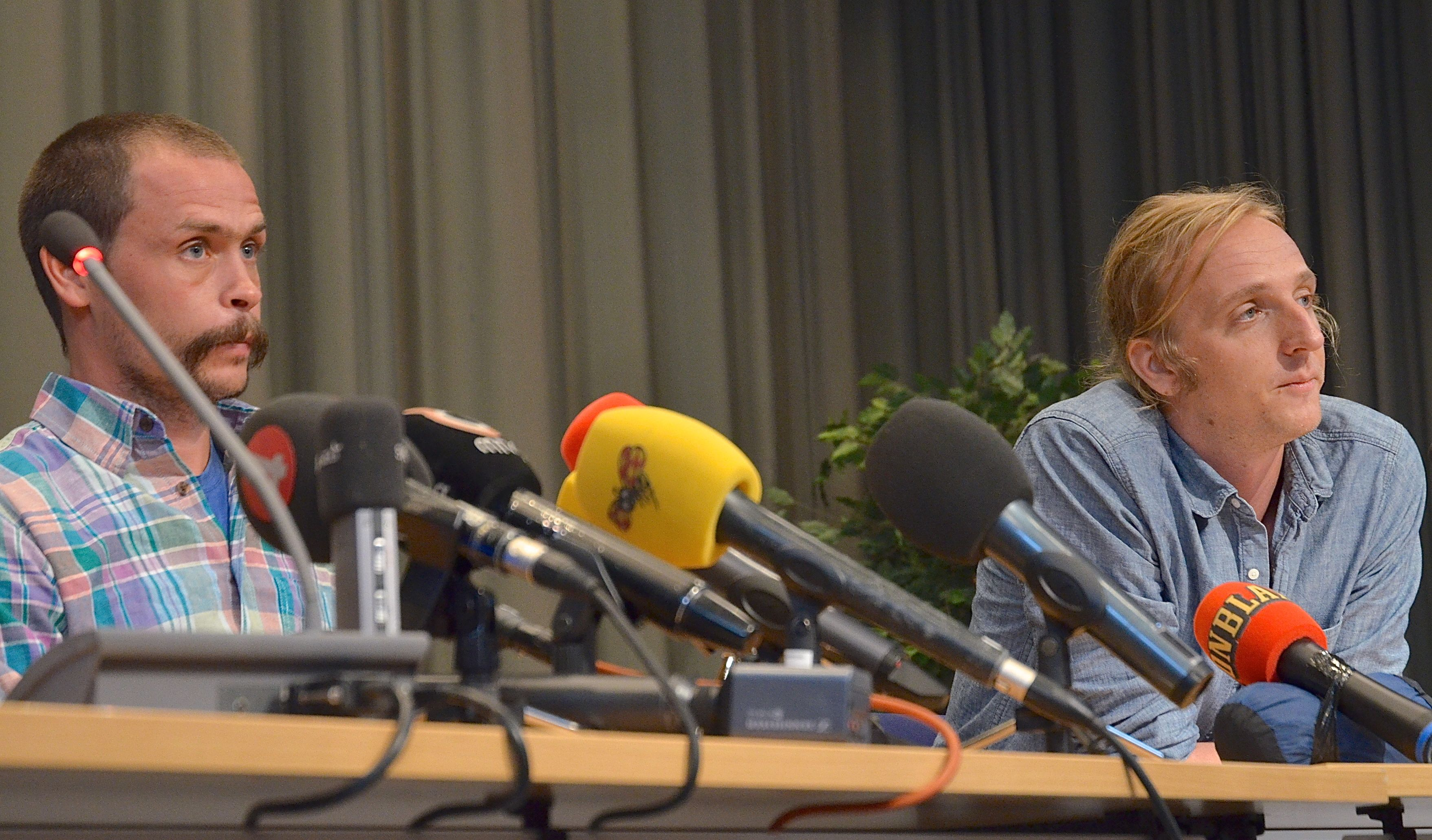
Johan Persson och Martin Schibbye på presskonferensen i ABF-huset på Sveavägen i Stockholm den 14 september 2012.

Domen väckte starka reaktioner från Sveriges, EU:s och USA:s utrikesdepartement och föranledde kritik från organisationer som Reportrar utan gränser och Human Rights Watch. Medier över hela världen inkluderande CNN, BBC, India Times och Al Jazeera fördömde rättsprocessen. Den 10 januari 2012 uppgav deras kontaktperson att de skulle ansöka om nåd istället för att överklaga domen.
Schibbye och Persson benådades den 10 september 2012, varefter de släpptes fria och lämnade Etiopien.
Nyhetsprogrammet Rapport menade i ett inslag 11 september 2012 att bevisen för hur gripandet av de svenska journalisterna gick till var förfalskade.
Schibbye och Persson har skildrat reportageresan och tiden som arresterade och fängslade i reportageboken 438 dagar, utgiven 2013 av Offside Press. Samma år sände även Sveriges Television dokumentären Diktaturens fångar med utsmugglat autentiskt filmmaterial om händelserna. År 2019 blev boken spelfilmen 438 dagar i regi av Jesper Ganslandt. Schibbye porträtteras i filmen av Gustaf Skarsgård och Johan Persson spelas av Matias Varela.

### Blank Spot Project
År 2015 grundade han webbplatsen Blank Spot Project tillsammans med bland andra Brit Stakston och Nils Resare. Reportagen på sidan ska skildra de platser i världen som annars ofta hamnar i medieskugga. Schibbye är chefredaktör och ansvarig utgivare. 2017 övergick projektet till att bli en bestående publikation, och bytte då namn till Blankspot. 

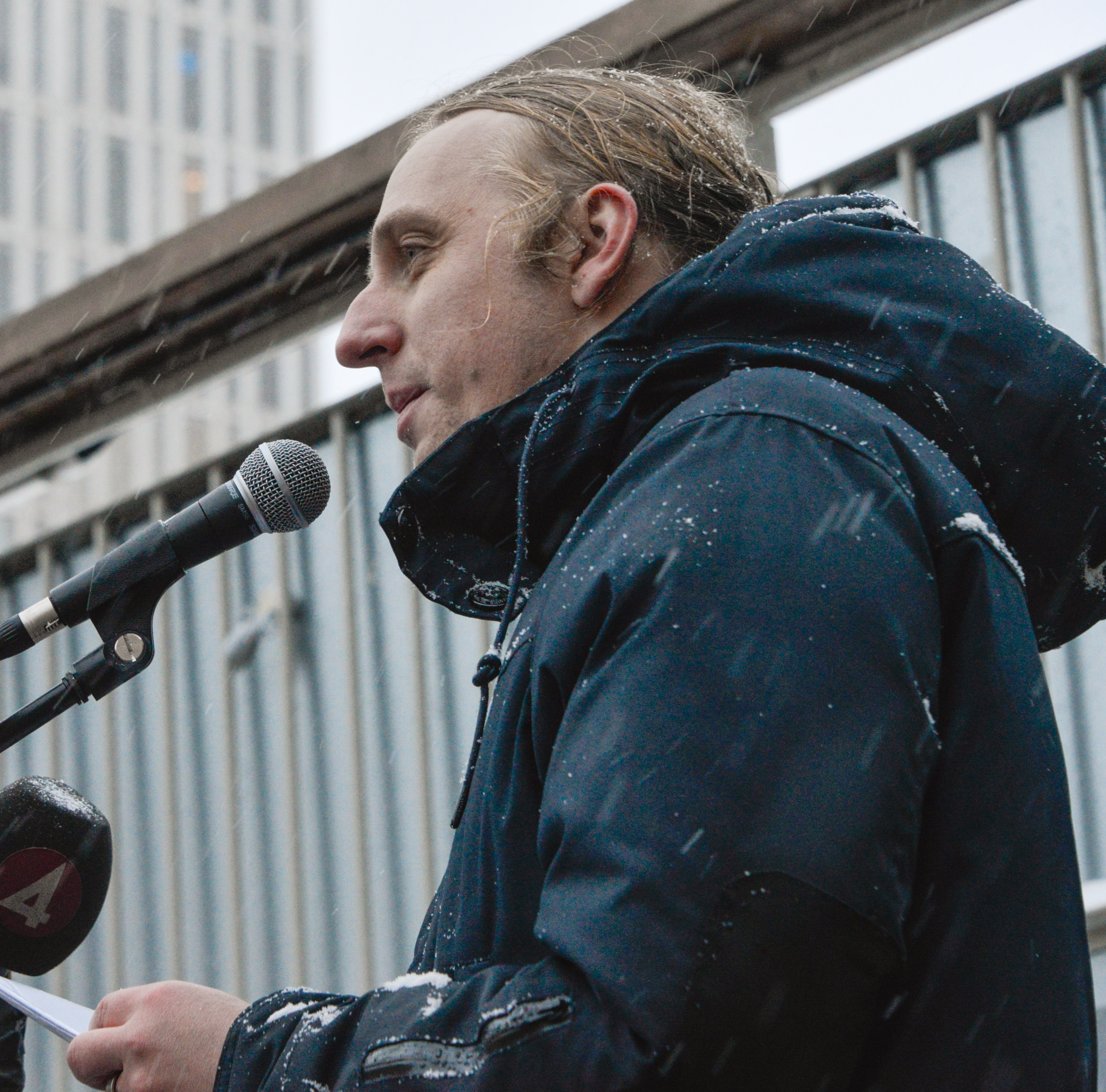
Martin Schibbye i talarstolen på Sergels torg under manifestationen för offren vid attentatet på Charlie Hebdo i januari 2015.

### Andra aktiviteter
År 2019 gav Schibbye ut reportageboken Jakten på Dawit på förlaget Offside Press. Boken handlar om den svensk-eritreanske journalisten Dawit Isaak som suttit fängslad i Eritrea sedan 2001.
Schibbye och Persson har startat den ideella föreningen Kalityfonden. Den ger ekonomiskt stöd till reportrar och fotografer över hela världen som fängslas, förföljs eller på annat sätt råkar illa ut på grund av sin yrkesutövning.

## Priser och utmärkelser
- 2011 – Jan Myrdals lilla pris - Robespierrepriset för sin journalistik.
- 2012 – Publicistklubbens pris till Anna Politkovskajas minne.
- 2013 – Ludvig Nordström-priset tillsammans med Johan Persson.
- 2016 – Eldh-Ekblads fredspris tillsammans med Nils Resare och Brit Stakston.
- 2017 – Martin Luther King-priset med motiveringen "Årets pristagare går i Martin Luther Kings fotspår genom att modigt och envist stå upp mot krig, orättvisor och diktaturer med pennan som vapen".[23]
- 2022 - Stora journalistpriset tillsammans med Brit Stakston och Patrik Arnesson i kategorin "Årets förnyare" för publiceringarna på sajten Cards of Qatar.